# 多項式の次数
数学、初等代数学における多項式の次数（じすう、英: degree）は、多項式を不定元の冪積の線型結合からなる標準形に表すとき、そこに現れる項のうち最も高い項の次数を言う。ここに、項の次数とは、それに現れる不定元の冪指数の総和である。次数の同義語として「位数」「階数」(order) が用いられることもあるが、今日的には別の意味に取られるのが普通だろう。
例えば、多項式 7x2y3 + 4x − 9 は三つの項からなる。多項式の記法に関する通常の規約により、この多項式は厳密には 7x2y3 + 4x1y0 − 9x0y0 を意味することに注意する。最初の項の次数は 5（冪指数 2 と 3 の和）であり、二番目の項の次数は 1, 最後の項の次数は 0 であるから、この中で最高次の項の次数である 5 がこの多項式の次数ということになる。
上のような標準形になっていない多項式の次数の決定に際しては、たとえば (x + 1)2 − (x − 1)2 のような場合、積は分配法則に従って展開し、同類項をまとめて、まずは標準形に直さなければならない。いまの例では (x + 1)2 − (x − 1)2 = 4x だから次数は 1 である（二つの二次式の和をとったにもかかわらず、である）。しかし、多項式が標準形の多項式の「積」に書かれている時には、積の次数は各因子の次数の総和として計算できるから、必ずしも展開・整理は要しない。
| 次数    | 名称                 | 補足                   |
| ------- | -------------------- | ---------------------- |
| (−∞)-次 | zero                 | 零多項式（次数は後述） |
| 零次    | constant             | 定数多項式             |
| 一次    | linear               | 一次函数も参照         |
| 二次    | quadratic            | 二次函数も参照         |
| 三次    | cubic                | 三次函数も参照         |
| 四次    | quartic, biquadratic | 四次函数も参照         |
| 五次    | quintic              |                        |
| 六次    | sextic, hexic        |                        |
| 七次    | septic, heptic       |                        |
| 八次    | octic                |                        |
| 九次    | nonic                |                        |
| 十次    | decic                |                        |

多項式の次数の日本語名称は、一貫して次数の値に接尾辞「-次」をつける。英語名称は、いくつかの例外はあるが基本的にラテン語の序数詞に形容詞を作る接尾辞の -ic を付けて表す。次数と不定元の数はきちんと区別されるべきであって、こちらには接尾辞「-元」あるいは「-変数」を付ける（英語名称ではラテン語配分数詞に接尾辞 -ary が付く）。例えば x2 + xy + y2 のような二つの不定元に関する次数 2 の多項式は「二元二次」("binary quadratic") であると言い、二元 (binary) が不定元の数が 2 であることを、二次 (quadratic) 次数が 2 であることを言い表している。もう一つ、項の数も明示するなら「-項式」（英語名称では
ラテン配分数詞に接尾辞 -nomial）を付ける。単項式 (monomial), 二項式 (binomial) あるいは三項式 (trinomial) など。つまり、例えば x2 + y2 は「二元二次二項式」("binary quadratic binomial") である。
以下しばらくは一元多項式に関して述べる。

## 例
- 多項式 3 − 5x + 2x5 − 7x9 は九次多項式。deg(3 − 5x + 2x5 − 7x9) = 9.
- 多項式 (y − 3)(2y + 6)(−4y − 21) は三次多項式。deg((y − 3)(2y + 6)(−4y − 21)) = 3.
- 多項式 (3z8 + z5 − 4z2 + 6) + (−3z8 + 8z4 + 2z3 + 14z) は見かけ上八次だが、八次の項が打ち消されるので実際には五次である。deg((3z8 + z5 − 4z2 + 6) + (−3z8 + 8z4 + 2z3 + 14z)) = 5.

これらの例を、計算・整理して、降冪の標準形に直せば、順に
- −7x9 + 2x5 − 5x + 3;
- −8y3 − 42y2 + 72y + 378;
- z5 + 8z4 + 2z3 − 4z2 + 14z + 6

となることに注意せよ。

## 多項式の演算に対する振舞い
与えられた体に係数をとる「次数が高々 n の」多項式全体の成す集合がベクトル空間を成すことは、多項式の和と定数倍に関して次数の振舞いを見ることで確認できる。しかし同様に、積に関する振舞いを見ることで、そのような集合が環とならないことも確認できる。

### 加法に対して
二つの多項式の和（これには差も含めた意味で言う）の次数は、それらの多項式の次数のうち大きい方を超えない。式で書けば
{\displaystyle \deg(P\pm Q)\leq \max(\deg(P),\deg(Q))}
が成り立つ。例えば
- (x3 + x) + (x2 + 1) = x3 + x2 + x + 1 の次数は 3 で 3 ≤ max(3, 2) が成り立っている。
- (x3 + x) − (x3 + x2) = −x2 + x の次数は 2 で 2 ≤ max(3, 3) が成り立っている。

### スカラー倍に対して
多項式に非零定数倍してももとの次数と変わらない。つまり
{\displaystyle \deg(cP)=\deg(P)}
が成り立つ
。例えば
- 2(x2 + 3x − 2) = 2x2 + 6x − 4 の次数は 2 で x2 + 3x − 2 の次数と等しい。

### 乗法に対して
二つの多項式の積の次数は、それら多項式の次数の和に等しい。すなわち、
{\displaystyle \deg(PQ)=\deg(P)+\deg(Q)}
が成り立つ。例えば
- (x3 + x)(x2 + 1) = x5 + 2x3 + x の次数は 3 + 2 = 5.

### 合成に対して
二つの定数でない多項式の合成の次数は、それら多項式の次数の積に等しい。すなわち
{\displaystyle \deg(P\circ Q)=\deg(P)\deg(Q)}
が成り立つ。例えば、
- P = (x3 + x), Q = (x2 + 1) のとき P ∘ Q = (x2 + 1)3 + (x2 + 1) = x6 + 3x4 + 4x2 + 2 の次数は 3 ⋅ 2 = 6.

## 零多項式の次数
零多項式の次数は、定義しないとするか、負の値（通常は −1 や −∞）とするのが普通である。
他の任意の定数値を定数多項式と看做すのと同様に、定数 0 も零多項式と呼ばれる（定数）多項式と見るのは自然である。しかし、零多項式は非零係数を持つ項を全く持たないのであるから、従って厳密に言えば如何なる次数も持たない。その意味において零多項式の次数は定義されない。この立場をとる限りにおいて、前節で述べられた多項式の和や積に関する次数公式は、零多項式を含む場合においては適用を除外しなければならない。
しかしここで、零多項式の次数を負の無限大 (−∞) と約束することは、以下のような直観的には正しいと思える算術規則
{\displaystyle \max(a,-\infty )=a,}
{\displaystyle a+(-\infty )=-\infty .}
（a は任意の正整数）を追加することと合わせて、非常に有効である
以下のような例を見れば、前節で述べた次数公式とどのように整合するか理解されるだろう。
- 和 {\displaystyle (x^{3}+x)+(0)=x^{3}+x} の次数は 3 であり、これは期待通り 3 ≤ max(3, -∞) に合致する。
- 差 {\displaystyle (x)-(x)=0} の次数は −∞ であり、これは −∞ ≤ max(1,1) を満たしている。
- 積 {\displaystyle (0)(x^{2}+1)=0} の次数は −∞ であり、−∞ = −∞ + 2 は合理的である。

## 函数を用いた次数の計算
多項式 f の次数を、以下の式
{\displaystyle \deg f=\lim _{x\rightarrow \infty }{\frac {\log |f(x)|}{\log x}}}
によって計算することができる。この公式を使って、多項式函数以外の函数に対しても次数の概念を拡張して考えることができる:
- 逆数函数 1/x の「次数」は −1 である。
- 主平方根函数 √x の「次数」は 1/2 である。
- 対数函数 log(x) の「次数」は 0 である。
- 指数函数 exp(x) の「次数」は ∞ である。

別の式によっても f の次数を計算することができる:
{\displaystyle \deg f=\lim _{x\to \infty }{\frac {xf'(x)}{f(x)}}.}
（ただし、ロピタルの定理を用いる）

## 多元多項式への拡張
多元多項式に対して、項の次数（全次数）はその項に現れる各不定元の冪指数の「和」で与えられる。その上で多項式の次数とは、やはりその多項式に現れる全ての項の次数のうちの最大のものと定義される。例えば、多項式 x2y2 + 3x3 + 4y の次数は 4 で、これは項 x2y2 の次数である。
しかし、二つの不定元 x, y に関する多項式は、y に関する多項式を係数とする x に関する多項式と見ることも、x に関する多項式を係数とする y に関する多項式と見ることもできる。
x2y2 + 3x3 + 4y = (3)x3 + (y2)x2 + (4y) =  (x2)y2 + (4)y  + (3x3)
は x に関して次数（偏次数）3 および y に関して次数 2 の多項式である。

## 抽象代数学における次数函数
環 R が与えられたとき、多項式環 R[x] は R に係数をとる、不定元 x に関する多項式全体の成す集合である。R が体であるような特別の場合には、多項式環 R[x] は主イデアル整域であり、より重要なことにユークリッド整域を成す。
ここで、体上の多項式に対する次数函数は、ユークリッド整域における「ノルム」の満たすべき性質をすべて満たす。つまり、二つの多項式 f(x), g(x) が与えられたとき、それらの積 f(x)g(x) の次数は f, g 個々の次数を超えなければならない。実はより強く
deg(f(x)g(x)) = deg(f(x)) + deg(g(x))
が成り立つ。体を成さない環上の次数函数ではいけない理由の説明として以下のような例を考えよう。R = ℤ/4ℤ は整数の法 4 に関する合同類環とする。この環が体ではない（さらに整域ですらない）ことは 2 × 2 = 4 ≡ 0 (mod 4) を見れば明らか。ここで f(x) = g(x) = 2x + 1 ととれば f(x)g(x) = 4x2 + 4x + 1 = 1 ゆえ deg(f⋅g) = 0 であり、これは f, g の何れの次数（どちらも次数 1）よりも大きくない。
ユークリッド整域の「ノルム」函数はその環の零元に対しては定義されないから、零多項式 f(x) = 0 の次数はユークリッド整域の「ノルム」の規則に従う意味でも定義されないと考えることができる。

## 注